# Premier Division 2014-2015 (Gibilterra)
La Premier Division 2014-2015 è stata la 116ª edizione della massima serie del campionato di calcio di Gibilterra. La stagione è iniziata il 19 settembre 2014 e si è conclusa il 26 maggio 2015. Il Lincoln, da campione in carica, avendo vinto il torneo per la diciannovesima volta nella sua storia nella stagione precedente, ha vinto il campionato per la ventesima volta e con tre giornate di anticipo.

## Stagione

### Novità
Dopo la stagione 2013-2014 il Gibraltar Phoenix è stato retrocesso. In sua sostituzione, è stato promosso il Britannia XI, campione della Second Division.

### Formula
Questa è la seconda stagione di Gibilterra come membro della UEFA. La squadra vincitrice del campionato ha un posto nel primo turno della UEFA Champions League 2015-2016, qualora abbia la licenza UEFA, mentre un posto nel primo turno della UEFA Europa League 2015-2016 è riservato alla vincitrice della Rock Cup 2014-2015.

L'ultima classificata retrocede direttamente in Second Division, mentre la settima classificata gioca uno spareggio con la seconda classificata in Second Division per decidere l'ultimo posto nella massima serie; tuttavia nel maggio 2015 è stato comunicato che, in vista dell'allargamento a 10 squadre del prossimo campionato, non ci saranno retrocessioni.

## Squadre partecipanti
Tutte le squadre giocano nello stesso stadio, il Victoria Stadium con una capienza di 5000 spettatori.
| Squadra          | Posizione 2013-2014         |
| ---------------- | --------------------------- |
| Britannia XI     | 1º posto in Second Division |
| Europa FC        | 5º posto                    |
| Glacis United    | 4º posto                    |
| Lincoln Red Imps | Campione di Gibilterra      |
| Lions Gibraltar  | 6º posto                    |
| Lynx             | 3º posto                    |
| Manchester 62    | 2º posto                    |
| St Joseph's      | 7º posto                    |

## Classifica finale
|                       | Pos. | Squadra          | Pt | G  | V  | N | P  | GF | GS | DR  |
| --------------------- | ---- | ---------------- | -- | -- | -- | - | -- | -- | -- | --- |
| Gibilterra (bandiera) | 1.   | Lincoln Red Imps | 58 | 21 | 19 | 1 | 1  | 80 | 12 | +68 |
|                       | 2.   | Europa FC        | 42 | 21 | 12 | 6 | 3  | 42 | 14 | +28 |
|                       | 3.   | St Joseph's      | 38 | 21 | 12 | 2 | 7  | 36 | 18 | +18 |
|                       | 4.   | Lynx             | 38 | 21 | 10 | 8 | 3  | 36 | 18 | +18 |
|                       | 5.   | Manchester 62    | 27 | 21 | 7  | 6 | 8  | 22 | 25 | -3  |
|                       | 6.   | Glacis United    | 15 | 21 | 4  | 3 | 14 | 14 | 50 | -36 |
|                       | 7.   | Britannia XI     | 9  | 21 | 2  | 3 | 16 | 13 | 67 | -54 |
|                       | 8.   | Lions Gibraltar  | 8  | 21 | 1  | 5 | 15 | 9  | 48 | -39 |

Legenda:

      Campione di Gibilterra e ammessa alla UEFA Champions League 2015-2016

      ammessa alla UEFA Europa League 2015-2016

      Retrocessa in Gibraltar Division 2 2015-2016

Tre punti a vittoria, uno a pareggio, zero a sconfitta.
La classifica viene stilata secondo i seguenti criteri:
- Punti conquistati
- Differenza reti generale
- Reti totali realizzate

## Risultati

### Partite (1-14)
|                   | Bri  | Col  | Gla  | Lin  | LiG  | Lyn  | Man  | StJ  |
| ----------------- | ---- | ---- | ---- | ---- | ---- | ---- | ---- | ---- |
| Britannia XI      | –––– | 0-9  | 1-2  | 0-2  | 1-3  | 0-3  | 0-1  | 1-2  |
| College Europa    | 0-0  | –––– | 6-0  | 2-2  | 3-0  | 1-0  | 0-2  | 2-0  |
| Glacis United     | 1-1  | 0-1  | –––– | 0-1  | 0-0  | 1-3  | 0-1  | 1-5  |
| Lincoln           | 7-0  | 3-1  | 6-1  | –––– | 4-0  | 0-1  | 2-1  | 2-0  |
| Lions Gibraltar   | 1-1  | 0-2  | 1-2  | 0-3  | –––– | 1-1  | 0-1  | 0-2  |
| Lynx              | 2-1  | 1-1  | 4-0  | 1-6  | 0-0  | –––– | 1-1  | 0-0  |
| Manchester United | 5-2  | 1-1  | 1-2  | 1-3  | 4-0  | 0-1  | –––– | 0-0  |
| St Joseph's       | 4-0  | 0-1  | 4-0  | 2-4  | 4-0  | 1-2  | 2-0  | –– – |

### Partite (15-21)
|                   | Bri  | Col  | Gla  | Lin  | LiG  | Lyn  | Man  | StJ |
| ----------------- | ---- | ---- | ---- | ---- | ---- | ---- | ---- | --- |
| Britannia XI      | –––– | 0-5  |      | 0-7  |      | 0-8  |      | 1-2 |
| College Europa    |      | –––– | 2-1  |      | 3-0  | 0-0  | 3-0  |     |
| Glacis United     | 0-1  |      | –––– | 0-4  |      |      |      | 0-2 |
| Lincoln           |      | 5-0  |      | –––– |      | 4-1  | 4-1  | 2-1 |
| Lions Gibraltar   | 1-2  |      | 0-2  | 0-9  | –––– |      |      |     |
| Lynx              |      |      | 5-0  |      | 1-1  | –––– |      | 1-0 |
| Manchester United | 2-1  |      | 1-1  |      | 1-0  | 0-0  | –––– |     |
| St Joseph's       |      | 1-0  |      |      | 2-1  |      | 2-0  | ––  |

## Verdetti finali
- Lincoln campione di Gibilterra e ammesso alla UEFA Champions League 2015-2016.
- College Europa ammesso alla UEFA Europa League 2015-2016.